# NHKニュースかごしま
『NHKニュースかごしま』（エヌエイチケイニュースかごしま）は、NHK鹿児島放送局で放送されていた『NHKニュース』のローカルニュース番組である。鹿児島県内の1日のニュース・話題などを伝える。

## 放送時間
基本的には毎週土曜・日曜・祝日 18:45 - 19:00に放送されていた。それ以外の曜日でも祝日・年末年始に該当する日には『情報WAVEかごしま』が休止になるため、18:45 - 19:00に本番組が放送されていたが、九州沖縄ブロックは2018年度から毎週土曜・日曜・祝日の昼と夕方のローカルニュース・気象情報が福岡発に変更されたため当番組も終了となった。ただし本番組終了後の2018年5月1日・2日と同年8月13日から17日までは平日だが、『情報WAVEかごしま』が休止になるため、18:45 - 19:00に本番組が放送された。
- 土曜日・日曜日・祝日 18:45 - 19:00 （JST）
- 年末年始 18:50 - 19:00 （JST）

## タイムテーブル
- 18:45 - 18:53： 鹿児島県内のニュース
- 18:53 - 18:55： 『気象情報』（東京・渋谷のスタジオから放送）
- 18:55 - 18:59： 鹿児島県内の気象情報、明日の動き・お知らせ

## キャスター
- 鹿児島放送局のアナウンサーがシフト勤務で担当（基本的は内美登志もしくは山田重光が担当）。

## 主なコーナー
- 気象情報 - 『情報WAVEかごしま』では非ネットである18時台の東京発の気象情報を、週末と祝日・年末年始に限りネットしている。

## タイトル
- 「NHKニュースかごしま」を2行で表示。かつては「かごしま」の部分は独自フォントだったが、現在は角が丸いゴシック体。